# アレクサンダー・シンクレア (第13代ケイスネス伯爵)
第13代ケイスネス伯爵アレクサンダー・キャンベル・シンクレア（英語: Alexander Campbell Sinclair, 13th Earl of Caithness、1790年7月24日 – 1855年12月24日）は、スコットランド貴族。1823年から1855年までケイスネス統監を務めた。

## 生涯
第12代ケイスネス伯爵ジェームズ・シンクレアと妻ジーン（Jean、旧姓キャンベル（Campbell）、1769年頃 – 1853年4月2日、アレクサンダー・キャンベルの娘）の次男（長男ジョンは1802年6月1日に13歳で死去）として、1790年7月24日にバロギル城で生まれた。1807年頃にイギリス陸軍で士官を務めた。
1813年11月22日、フランシス・ハリエット・リー（Francis Harriet Leigh、1854年8月23日没、ヘレフォード聖堂首席司祭ウィリアム・リーの娘）と結婚、3男をもうけた。
- ジェームズ（英語版）（1821年12月16日 – 1881年3月28日） - 第14代ケイスネス伯爵
- ウィリアム・リー・カニング（William Leigh Canning、1825年 – 1834年1月3日）
- アレクサンダー・エリック・ジョージ（1827年5月20日 – 1857年8月21日）

1823年7月16日に父が死去すると、ケイスネス伯爵位を継承、同年8月19日から1855年12月24日までケイスネス統監を務めた。
1855年12月24日にエディンバラで死去、息子ジェームズが爵位を継承した。